# جانيت ديبلي
جانيت ديبلي (بالإنجليزية: Janet Dibley)‏ (من موليد 13 ديسمبر 1958 في دونكاستر، المملكة المتحدة) هي ممثلة إنجليزية.

## روابط خارجية
- جانيت ديبلي على موقع IMDb (الإنجليزية)
- جانيت ديبلي على موقع قاعدة بيانات الفيلم (الإنجليزية)